# الاختلاط

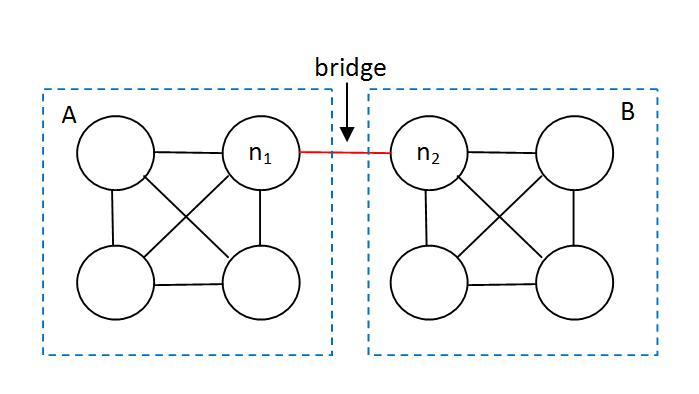
الجسر بين شخصين ليس بينهما أي صلة سابقة يؤدي إلى التمازج.

من منظور علم الاجتماع، يشمل مفهوم التمازج الأشكال المختلفة للتفاعلات بين الأفراد التي تتعارض مع المعايير الثقافية لمجتمع معين. تنشأ هذه العلاقات من روابط ضعيفة أو غائبة، وهي تتناقض مع الروابط القوية، وتتكون من شبكات بين أفراد لا يعرفون عن بعضهم البعض إلا القليل أو لا شيء على الإطلاق. يمكن أن تشمل أمثلة التمازج التواصل الاجتماعي، أو الرومانسية في مكان العمل، أو المواعدة بين الثقافات المختلفة.

## ملخص
التمازج هو عكس محبة الآخرين وكراهية الأجانب، ولكن الأفراد يميلون إلى أن يكونوا أقل تباينًا وأكثر تجانسًا - حيث يرتبطون ويتواصلون مع أفراد يشبهونهم. إن التجانس أكثر انتشارًا من التباين لأن قوة جميع الروابط بين أي شخصين تعتمد على مقدار الوقت الذي يقضيانه معًا، والثقة المتبادلة، والشدة العاطفية. يُنظر إلى العلاقات المتجانسة على أنها أسهل في البناء والحفاظ عليها لأن الأفراد يشعرون أن لديهم الكثير من القواسم المشتركة.
وبما أن الأفراد الذين يتسمون بالتجانس الاجتماعي (Homophily) يميلون إلى تكوين روابط قوية والحفاظ على وصلات متينة داخل مجموعاتهم، فإن إزالة فرد من المجموعة لا تعيق تدفق المعلومات بين الأعضاء المتبقين. على النقيض من ذلك، في المجموعات التي يسودها التمازج، وتُشكل روابط هشة وجسورًا تواصلية (حيث يربط أفراد بين أشخاص لا يعرفون بعضهم)، فإن إزالة فرد واحد قد تُعرض استمرارية العلاقات بين الأعضاء المتبقين للخطر. 

## الشبكات
الشبكات الشخصية وشبكات الأعمال هي الدوائر الاجتماعية التي يجد الأفراد أنفسهم فيها والتي تتكون من روابط قوية وضعيفة. الهدف من هذه الشبكات هو تبادل المعلومات، والتصرف على الفرص الجديدة، والحصول على مكاسب شخصية من العلاقة. من المعروف أن التمازج يعزز ممارسات التواصل بين الأفراد، حيث يُقال إن الاختلاف في المعتقدات يجعل الأشخاص أكثر نجاحًا من خلال قدرتهم على تلقي معلومات جديدة من العلاقات الضعيفة. يأتي هذا الاستنتاج من ملاحظة أولئك الذين يُنظر إليهم على أنهم محظوظون وغير محظوظين (على أساس العرق والطبقة والجنس) ومدى اختلاط كل مجموعة مع الأخرى مما يؤدي إلى خلق روابط ضعيفة. تميل المجموعات المحرومة (أي النساء والأقليات والطبقات الدنيا) إلى التواجد في مجموعات صغيرة ذات قدر محدود للغاية من الروابط الضعيفة مما يعني أن وصولها إلى الفرص والمعلومات الجديدة محدود أيضًا. من المعروف أن هذه المجموعات تتفاعل فقط مع بعضها البعض مما يتسبب في حبس المعلومات داخل دائرتها الخاصة وعدم دخول أي معلومات جديدة إلى الدائرة. في مشكلة العالم الصغير لستانلي ميلجرام، تم وصف هذا الخلل في انتشار المعلومات الجديدة بأنه تزاوج داخلي بين أفراد المجموعة. 

### انتشار العلاقة
وفقا لمارك جرانوفيتر في كتابه قوة الروابط الضعيفة، فإن التمازج ضروري للوصول إلى فرص جديدة وتحقيق مكاسب شخصية، حيث تعمل الروابط الضعيفة على زيادة تعرض الفرد لمعلومات جديدة. بالإضافة إلى ذلك، وجد عمل جرانوفيتر أن المعلومات تنتشر بشكل أسرع وأبعد عندما تتكون الشبكة من روابط وجسور ضعيفة (الأفراد الذين يربطون بين شخصين غريبين). وهذا مفيد للأفراد لأن المعلومات عادة ما تحتوي على معلومات حول التوظيف وفرص العمل والمشاريع الجديدة. 

## في العلاقات الرومانسية
التمازج هو مصطلح يستخدم أحيانًا للإشارة إلى العديد من الأفكار المختلفة فيما يتعلق بكيفية تواصل الناس في الحب والزواج المختلط والاستيعاب الثقافي والتزاوج المختلط (التمازج العرقي). تجدر الإشارة إلى أن تاريخ التبادل الثقافي والصراع بين المجتمعات قد أنتج مصطلحات لمفاهيم "التمازج" الملونة بمعايير ثقافية ومجتمعية مختلفة مثل كراهية الأجانب والعنصرية .

### في مكان العمل
يُعتبر التمازج في مكان العمل ويُطلق عليه عادةً اسم الرومانسية في مكان العمل . يُعتبر التمازج في مكان العمل بمثابة انجذاب جنسي بين شخصين يعملان في نفس المنظمة، ويُنظر إلى العلاقة من خلال عيون طرف ثالث.  تعتبر الرومانسية في مكان العمل شكلاً من أشكال التمازج لأنها عادة لا تتم الموافقة عليها أو السماح بها من قبل مسؤولي الشركة مما يجعلها ممارسة مواعدة محرمة.

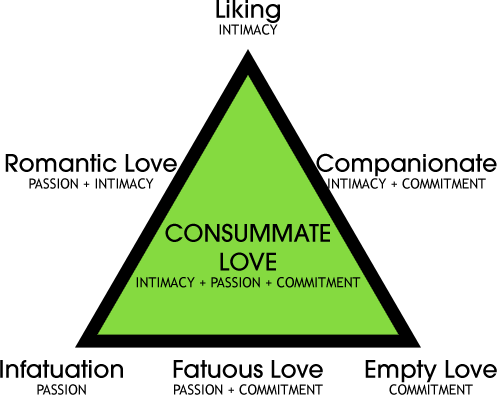
مكونات نظرية الحب المثلثية

إن التفاعلات التي تتم داخل مكان العمل هي تفاعلات رومانسية حيث يشارك فيها كلا الطرفين طواعية والتمازج الذي يحدث ليس قسريًا أو غير مرغوب فيه. بالإضافة إلى ذلك، يتم تصنيف الأفراد رسميًا على أنهم أكثر من مجرد زملاء عمل عندما يتصرفون جسديًا بناءً على مشاعرهم الرومانسية المتبادلة تجاه بعضهم البعض. قد يأتي هذا في شكل مواعدة أو ممارسة الجنس العرضي. 
إن تأكيد التمازج في سياق مكان العمل يجب أن يدعم أيضًا نظرية ستيرنبرج المثلثية للحب والتي تنص على أن العلاقات المحبة تتكون من ثلاثة مكونات؛ العلاقة الحميمة (التي تجذب الأفراد إلى بعضهم البعض)، والعاطفة (التي تسبب الحاجة للتعبير عن المشاعر من خلال الاهتمام الجسدي والجماع)، والالتزام (الذي يقود الأفراد إلى اتخاذ قرار بالتمسك ببعضهم البعض). 

#### أنواع العلاقات العاطفية في مكان العمل
العلاقات التي تتشكل داخل مكان العمل هي واحدة من ثلاثة أنواع؛ هرمية، أو جانبية، أو ثنائية بدون تفاعل مباشر في وصف وظيفتهم. 

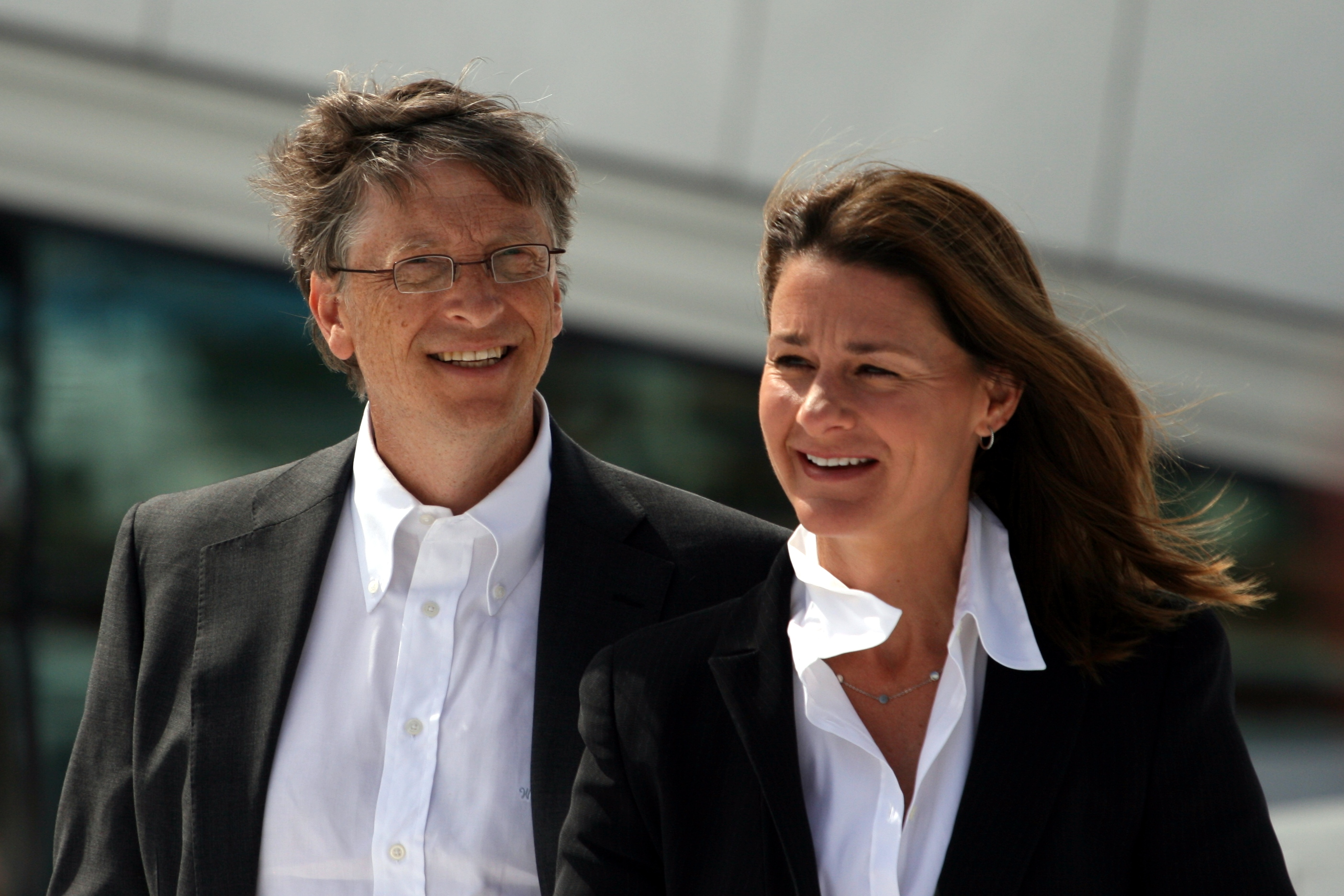
بيل وميليندا جيتس

العلاقات التي تكون هرمية داخل مكان العمل تنشأ عندما لا يتمتع الأفراد المعنيون بنفس القوة في سياق عملهم. يُنظر إلى منصب عمل أحد الأفراد على أنه تابع عند مقارنته بمنصب شريكه المهم داخل نفس الشركة.  تشمل الأمثلة الشهيرة للرومانسية الهرمية بيل جيتس (الرئيس التنفيذي لشركة مايكروسوفت ) وميليندا فرينش (مديرة المنتجات السابقة لشركة مايكروسوفت)،  الرئيس باراك أوباما ( زميل صيفي سابق في سيدلي أوستن - فرع شيكاغو ) وميشيل روبنسون (مرشدة/مستشارة باراك الصيفية) انظر أوباما - الحياة العائلية ، والرومانسية سيئة السمعة بين الرئيس بيل كلينتون ومونيكا لوينسكي (متدربة في البيت الأبيض) انظر فضيحة لوينسكي .
العلاقات الجانبية في مكان العمل تتشكل عندما يُنظر إلى الأفراد المعنيين على أنهم يشغلون مناصب قوية بنفس القدر في أوصاف وظائفهم. لا يمكن اعتبار الأشخاص المشاركين في علاقة عمل جانبية متفوقين أو تابعين لبعضهم البعض. 
يفضل قادة المنظمات العلاقات الجانبية أكثر من العلاقات الهرمية على الرغم من عدم وجود دعم كامل لأي منهما. من الممكن أن تؤدي ديناميكيات العلاقات الهرمية داخل سياق العمل إلى ارتفاع عدد المطالبات بالتحرش الجنسي . أثبتت قضية بنك ميريتور للادخار ضد فينسون ، والتي ادعت أن العلاقات العاطفية في مكان العمل ليست مستبعدة في العنوان السابع من قانون الحقوق المدنية لعام 1964 ، أن أصحاب العمل مسؤولون عن الإجراءات التي ينفذها قادة السلطة في المؤسسة ضد موظفيهم. 
كما أن العلاقات الهرمية يمكن أن تؤدي إلى الصراعات حيث يبدأ زملاؤه في النظر إلى الفرد المرؤوس على أنه أكثر تفضيلاً من نظرائه. يتجسد هذا الفضل من خلال زيادات الأجور والترقيات والنقل وتفاوت أحمال العمل، وعادة ما يؤدي إلى حسد الزملاء لبعضهم البعض أو الشعور بعدم المساواة. 
الأزواج الذين يعملون في نفس المؤسسة ولكن ليس لديهم تفاعل مباشر أثناء أداء مهامهم في العمل قد يكونون فردين يعملان في أقسام مختلفة أو مواقع مختلفة. يثير هذا الشكل من المواعدة شكوكًا أقل في المحسوبية مقارنة بأشكال المواعدة الجانبية والهرمية. 